# Alta tensione (film 1977)
Alta tensione (High Anxiety) è un film del 1977, diretto, prodotto e interpretato da Mel Brooks.
Si tratta di una parodia dei film thriller e di suspense, in particolare quelli di Alfred Hitchcock.

## Trama
Il professor Richard H. Thorndyke viene condotto dal suo autista Brophy all'"Istituto Psico-Neurotico per i Molto Molto Nervosi", dove è stato assunto per sostituire il direttore, il dottor Ashley, morto in circostanze misteriose (Brophy sospetta sia stato vittima di un complotto). Al suo arrivo, Thorndyke viene accolto dallo staff, dal dottor Philip Wentworth, dal dottor Charles Montague e dall'infermiera Charlotte Diesel. Thorndyke si riunisce anche con il professor Vekentromben, suo mentore ora impiegato dall'istituto, che in passato gli diagnosticò l'acrofobia (o come viene chiamata nel film, l'"alta tensione"), di cui Thorndyke soffre ancora.
La mattina dopo, Thorndyke viene allertato da una luce che filtra dalla finestra del suo ufficio, proveniente dal reparto dei pazienti più violenti; Montague porta Thorndyke alla fonte della luce, la stanza del paziente Arthur Brisbane, che pensa di essere un Cocker Spaniel.
Wentworth vuole lasciare l'istituto, litigando con Diesel in merito ai metodi illegali cui l'infermiera e il dottor Montague gestiscono i pazienti. Dopo che lei lo ha lasciato andare, Wentworth torna a casa in macchina, ma la radio è programmata per trasmettere musica rock assordante: intrappolato nella vettura, Wentworth ha un'emorragia alle orecchie e muore per un ictus, aggravato dalla musica ad alto volume.
Thorndyke e Brophy si recano a San Francisco, dove il dottore parlerà a un convegno psichiatrico. Fa il check-in all'Hyatt Regency San Francisco, dove, con suo grande dispiacere, gli viene assegnata una stanza all'ultimo piano, prenotazione misteriosamente cambiata da "Mr. MacGuffin". Thorndyke assilla il fattorino con ripetute richieste di un giornale, volendo cercare nei necrologi informazioni sulla scomparsa di Wentworth. Poi fa una doccia, durante la quale entra il fattorino e, in preda alla frenesia, imita l'accoltellamento di Thorndyke con il giornale, il cui inchiostro scorre nello scarico.
Poco dopo, Victoria Brisbane, la figlia di Arthur Brisbane, irrompe nella stanza di Thorndyke, chiedendo aiuto per rimuovere suo padre dall'istituto. Afferma che Diesel e Montague stanno mentendo in merito alle malattie dei pazienti ricchi in modo che possano estorcere milioni di dollari alle loro famiglie. Scoprendo che il paziente che ha incontrato non era il vero Arthur Brisbane, Thorndyke si rende conto che il dottor Ashley ha scoperto cosa stavano facendo Diesel e Montague ed è stato ucciso prima che avesse la possibilità di licenziarli; accetta di aiutare. Per fermare Thorndyke, Diesel e Montague assumono "Protesi", l'uomo dai denti d'argento dietro gli omicidi di Ashley e Wentworth, per fingersi il dottore e sparare ad un uomo nell'atrio. Thorndyke deve provare la sua innocenza alla polizia. In un incontro con Victoria, Thorndyke scopre che Brophy ha scattato una foto della sparatoria, in cui il vero Thorndyke era nell'ascensore in quel momento, quindi dovrebbe essere nella foto.
Agendo per conto di Thorndyke, Victoria contatta Brophy per fargli ingrandire la fotografia. Thorndyke è davvero visibile e può quindi essere scagionato, ma Diesel e Montague catturano Brophy e lo rinchiudono nell'ala nord dell'istituto. Nel frattempo, "Protesi" trova Thorndyke in una cabina telefonica che chiama Victoria e cerca di strangolarlo; tuttavia, Thorndyke lo uccide involontariamente con una scheggia di vetro dalla finestra rotta della cabina. Thorndyke e Victoria tornano a Los Angeles dove salvano Brophy e vedono Montague e Diesel che portano il vero Arthur Brisbane su una torre per ucciderlo.
L'alta tensione di Thorndyke gli impedisce di salire le ripide scale della torre per aiutare Brisbane, ma con l'aiuto di Vekentromben riesce a risalire alle origini del suo trauma: da neonato, il dottore cadde dal seggiolone, spaventato da un litigio tra i suoi genitori. Thorndyke supera così la sua fobia, capendo che a spaventarlo non è l'altezza, ma i suoi genitori. Thorndyke tramortisce l'inserviente Norton, complice di Diesel e Montague, salvando Brisbane. Diesel prova ad aggredire Thorndyke con una scopa, ma precipita dalla torre, ridendo istericamente e cavalcando la scopa fino a sfracellarsi sulla scogliera sottostante. Montague spunta fuori e si arrende prima di essere accidentalmente messo fuori combattimento dall'apertura di una botola. Victoria si riunisce a suo padre, sposa Thorndyke e si imbarca con lui in luna di miele.

## Produzione
Il film è una parodia di vari celebri film di Alfred Hitchcock come Io ti salverò, La donna che visse due volte, Intrigo internazionale, Psyco e Gli uccelli. La pellicola venne dedicata con ammirazione ed affetto a Hitchcock, che si consultò con Brooks circa la sceneggiatura.

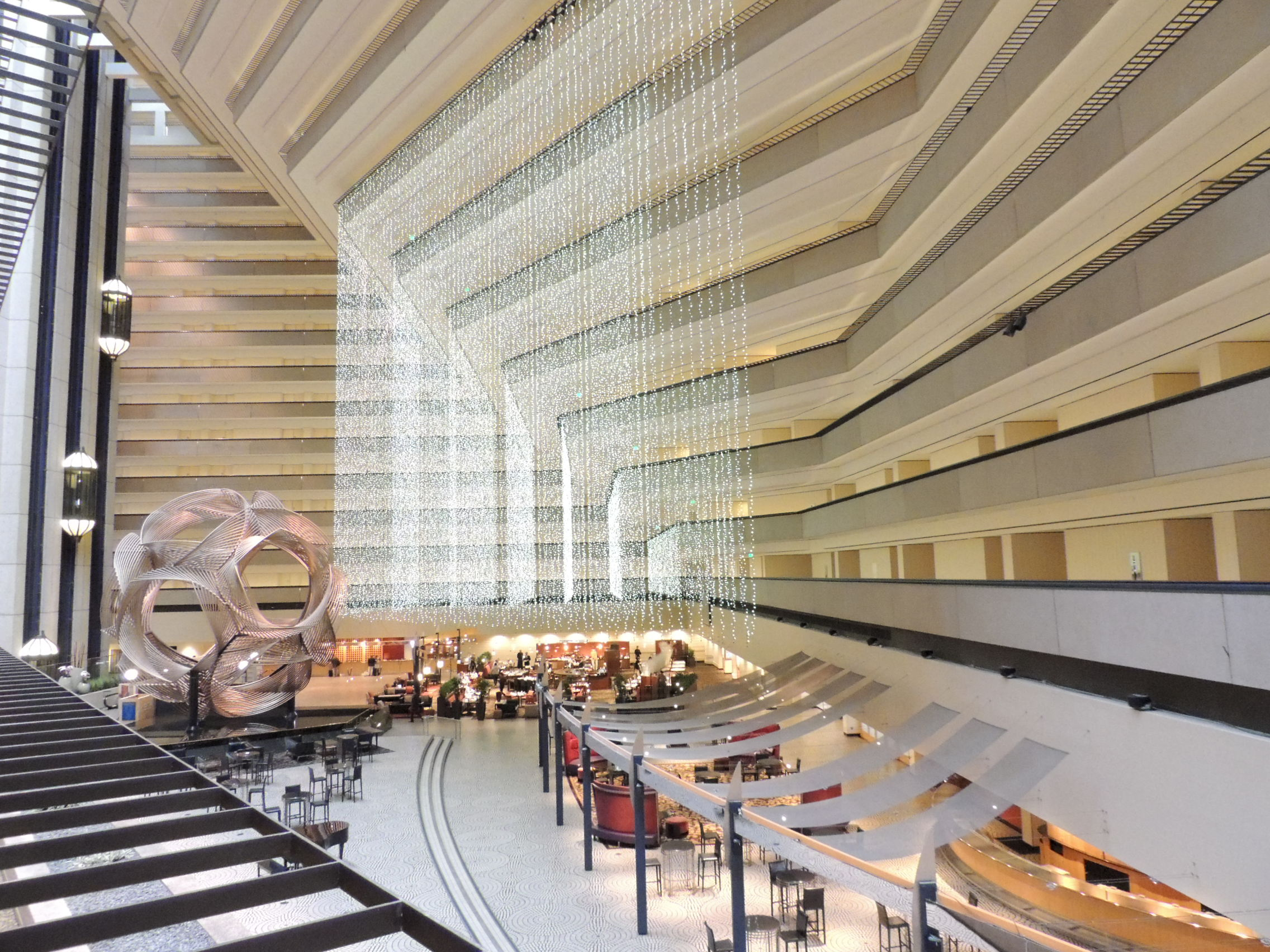
La lobby dell'hotel Hyatt Regency San Francisco fu usata come location nel film

Brooks si diede molto da fare non solo per parodiare i film di Hitchcock, ma anche per emulare l'aspetto e lo stile delle sue immagini. In un'intervista disse: "Guardo il tipo di film che stiamo girando con il [direttore della fotografia], quindi lui sa che non deve essere frivolo".
Dopo aver assistito alla prima del film insieme al regista, Hitchcock, anche se non espresse un giudizio sul momento, inviò a Brooks una cassa di bottiglie di vino pregiato con un biglietto di ringraziamento e stima.

### Cast
- Mel Brooks: Dr. Richard H. Thorndyke, il primo film di Brooks come produttore e come attore protagonista che parla.
- Madeline Kahn: Victoria Brisbane
- Cloris Leachman: Fratella Diesel
- Harvey Korman: Dr. Montague
- Dick Van Patten: Dr. Wentworth
- Howard Morris: Professor Vekentromben
- Ron Carey: Brophy, l'attore nell'interpretazione imita Edward Brophy, celebre spalla comica.
- Barry Levinson: Dennis, il fattorino
- Lee Delano: Norton
- Albert Whitlock, Arthur Brisbane. Whitlock è un maestro degli effetti speciali che ha curato gran parte dei film di Hitchcock, e che ha realizzato anche quelli di Alta Tensione.

Tre degli sceneggiatori del film partecipano in piccoli ruoli nel film: Ron Clark nel ruolo del paziente Zachary Cartwright; Rudy De Luca nel ruolo di Protesi; il regista Barry Levinson nel ruolo del fattorino Dennis.

## Riferimenti
La maggior parte delle citazioni sono tratte da film di Alfred Hitchcock, maestro della suspense al quale è dedicato il film, che lo apprezzò tanto da inviare a Mel Brooks una scatola contenente sei bottiglie di Château Haut-Brion del '61; i riferimenti riguardano soprattutto La donna che visse due volte (1958) e Intrigo internazionale (1959). Ci sono poi la scena della doccia di Psyco (1960) e un'aggressione di uno stormo di piccioni da Gli uccelli (1963). Sono però presenti anche citazioni a film di altri registi, quali Michelangelo Antonioni e Steven Spielberg e autocitazioni inerenti a Frankenstein Junior (1974).

## Riconoscimenti
- Golden Globe:
  - 1978 - Nomination per il miglior film commedia o musicale
  - 1978 - Nomination per il miglior attore in un film commedia o musicale per Mel Brooks